# オリンピックの水球競技・メダリスト一覧
オリンピックの水球競技・メダリスト一覧（オリンピックのすいきゅうきょうぎ・メダリストいちらん）は、1900年から2020年までのオリンピック水球競技におけるメダリストの一覧である。

## 男子
| 大会名                | 金 | 銀 | 銅 |
| --------------------- | --- | --- | --- |
| 1900 パリ             | イギリス トマス・コー ジョン・ダービーシャー ピーター・ケンプ ウィリアム・リスター アーサー・ロバートソン エリック・ロビンソン ジョージ・ウィルキンソン | ベルギー アンリ・コーアン ジャン・ド・バックル ビクトル・ド・ブール フェルナンド・フィヤール オスカール・グレゴワール アルベール・ミシャン ビクトル・ソヌマン | フランス トマス・ブルジュ アルフォンス・デュカイプル ジュール・クレヴノ ルイ・ロフレイ アンリ・ペスリエ プスロワ ポール・ヴァサール |
| 1900 パリ             | イギリス トマス・コー ジョン・ダービーシャー ピーター・ケンプ ウィリアム・リスター アーサー・ロバートソン エリック・ロビンソン ジョージ・ウィルキンソン | ベルギー アンリ・コーアン ジャン・ド・バックル ビクトル・ド・ブール フェルナンド・フィヤール オスカール・グレゴワール アルベール・ミシャン ビクトル・ソヌマン | フランス ウジェーヌ・クーロン フェルデール ファヴィエ ルリシュ ルイ・マルタン デジーレ・ムルシュ シャルル・トレフュル |
| 1904 セントルイス     | 公開競技 | 公開競技 | 公開競技 |
| 1908 ロンドン         | イギリス ジョージ・コーネット チャールズ・フォーサイス ジョージ・ネビンソン ポール・ラドミロビッチ チャールズ・スミス トーマス・ソルド ジョージ・ウィルキンソン | ベルギー ヴィクトル・ボワン ヘルマン・ドネル フェルナンド・フィヤール オスカール・グレゴワール ヘルマン・メイブーム アルベール・ミシャン ジョセフ・プルタンクス | スウェーデン ロベルト・アンデルソン エリック・ベルグヴァル ポントス・ハンソン ハラルド・ユーリン トルステン・クムフェルド アクセル・ランシュトルム グナー・ヴェネルシュトルム |
| 1912 ストックホルム   | イギリス アイザック・ベンサム チャールズ・バグビー ジョージ・コーネット アーサー・エドウィン・ヒル ポール・ラドミロビッチ チャールズ・スミス ジョージ・ウィルキンソン | スウェーデン ロベルト・アンデルソン ヴィルヘルム・アンデルソン エリック・ベルクヴィスト マックス・ギュンペル ポンタス・ハンソン ハラルド・ユーリン トルスタン・クムフェルド | ベルギー ヴィクトル・ボワン フェリシアン・クルベ ヘルマン・ドネル アルベール・デュラン オスカール・グレゴワール ヘルマン・メイブーム ジョセフ・プルタンクス |
| 1920 アントワープ     | イギリス チャールズ・バグビー ウィリアム・ヘンリー・ディーン クリストファー・ジョーンズ ウィリアム・ピーコック ノエル・パーセル ポール・ラドミロビッチ チャールズ・スミス | ベルギー ルネ・ボーウェン ジェラール・ブリッツ モーリス・ブリッツ ピエール・デュアン アルベール・デュラン パウル・ゲリー ピエール・ニース ジョセフ・プルタンクス | スウェーデン エリク・アンデション ロベルト・アンデルソン ヴィルヘルム・アンデルソン ニルス・バックランド エリック・ベルクヴィスト マックス・ギュンペル ポンタス・ハンソン ハラルド・ユーリン セオドア・ノーマン |
| 1924 パリ             | フランス R・ベルトラン A・ファザーニ アルベール・デボルギー アルベール・マヨ ジョルジュ・リーガル アンリ・パドゥ J・ペロ ジャン・ラスキン ノエル・デルベルジュ ポール・デュジャルダン ロベール・デメトル | ベルギー ジェラール・フリッツ モーリス・ブリッツ ジョセフ・クルツ ジョセフ・ド・コム ピエール・デュウィン アルベール・デュラン ジョルジュ・フルーリ パウル・ゲリー ジョセフ・プルタンクス ジュール・シリー ジャン=ピエール・フェルメッタン | アメリカ合衆国 アーサー・オースティン E・コレット J・ハンディ オリバー・ホーン フレデリック・ローアー ジョージ・ミッチェル ジョン・ノートン ジェームズ・オコンナー ジョージ・シュロス ハーバート・ボルマー ジョニー・ワイズミュラー |
| 1928 アムステルダム   | ドイツ マックス・アマン カール・バール エミール・ベネッケ ヨハン・ブランク オットー・コルデス フリッツ・グンツ エーリッヒ・ラーデマッハー ヨアヒム・ラーデマッハー | ハンガリー バルタ・イシュトヴァーン ハラシ・オリヴェール ホモナイ・マールトン イヴァーディ・シャーンドル ケセルー・アラヨシュ ケセルー・フェレンツ ヴェールテシ・ヨージェフ | フランス エミール・ブルテール アンリ・キュヴェリエ ポール・デュジャルダン ユル・キーナール アンリ・パドゥ エルネスト・ロジェ アルベール・テヴノン アシル・トリビュール アルベール・ヴァン・ド・プランク |
| 1932 ロサンゼルス     | ハンガリー バルタ・イシュトヴァーン ブローディ・ジェルジ ハラシ・オリヴェール ホモナイ・マールトン イヴァーディ・シャーンドル ケセルー・アラヨシュ ケセルー・フェレンツ ネーメト・ヤーノシュ サールカーニ・ミクローシュ ヴェールテシ・ヨージェフ                                                                                    | ドイツ エミール・ベネッケ オットー・コルデス ハンス・エックスタイン フリッツ・グンスト エーリッヒ・ラーデマッハー ヨアヒム・ラーデマッハー ハンス・シュルツェ ハイコ・シュヴァルツ | アメリカ合衆国 オースティン・クラップ フィリップ・ドーベンスペック チャールズ・フィン チャールズ・マッカリスター ジェームズ・オコンナー カルバート・ストロング ハーバート・ワイルドマン |
| 1936 ベルリン         | ハンガリー ボジ・ミハーリ ブランディ・イェネー ブローディ・ジェルジ ハラシ・オリヴェール ハザイ・カールマーン ホモナイ・マールトン クタシ・ジェルジ モルナール・イシュトヴァーン ネーメト・ヤーノシュ サールカーニ・ミクローシュ タリチ・サーンドル                                                                                 | ドイツ ベルンハルト・バイアー フリッツ・グンツ ヨーゼフ・ハウザー アルフレッド・キーンズル パウル・クリンゲンブルク ハインリッヒ・クルーグ ハンス・シュナイダー ハンス・シュルツェ グスタフ・シューゲル ヘルムート・シューベン フリッツ・ストルツェ | ベルギー ジェラール・ブリッツ アルベール・キャステリン ピエール・コピエテル ジョセフ・ド・コム アンリ・ド・パウ アンリ・ディシー フェルナンド・イスル エドモン・ミシェル アンリ・ストールン |
| 1948 ロンドン         | イタリア エルメネジルド・アレーナ エミリオ・ブルガレッリ パスケル・ボーノコレ アルド・ギラ マリオ・マイオーニ ジェミニオ・オグニオ ジャンフランコ・パンドルフィーニ トゥーリオ・パンドルフィーニ チェザーレ・ルビーニ | ハンガリー ブランディ・イェネー チュヴィク・オスカール ファービアーン・デジェー ジャルマティ・デジェー ジェールフィ・エンドレ ホロプ・ミクローシュ イェネイ・ラースロー レムヘーニ・デジェー シチャ・カーロリ シヴォーシュ・イシュトヴァーン | オランダ コルネリス・ブラーセム ヘンドリクス・ケーテラール ネイス・コレファール ヨハネス・ローネル アルベルト・ロイムスホテル ピーテル・サロモンス フリッツ・スモル ハンス・スタム ルドルフ・ファン・フェーゲルン |
| 1952 ヘルシンキ       | ハンガリー アンタル・ローベルト ボルヴァーリ・アンタル ファービアーン・デジェー ジャルマティ・デジェー ハスノシュ・イシュトヴァーン イェネイ・ラースロー カールパーティ・ジェルジ レムヘーニ・デジェー マルコヴィツ・カールマーン マルティン・ミクローシュ シチャ・カーロリ シヴォーシュ・イシュトヴァーン ヴィズヴァーリ・ジェルジ | ユーゴスラビア ヴェリコ・バカシュン マルコ・ブライノヴィッチ ヴラディミル・イヴコヴィッチ ズドラヴコ・イェジッチ ズドラヴコ・コヴァチッチ イヴォ・クルティニ ロヴロ・ラドニイッチ イヴォ・シュタクラ ボシュコ・ヴクサノヴィッチ | イタリア エルメネジルド・アレーナ ルーチョ・チェッチャリーニ レナート・デ・サンツァーネ ラファエロ・ガンビーノ サルヴァトーレ・ジョンタ マウリツィオ・マンネッリ ジェミニオ・オグニオ カルロ・ペレッティ ビンチェンツォ・ポリト チェザーレ・ルビーニ レナート・トライオーナ                                                                                 |
| 1956 メルボルン       | ハンガリー ボルヴァーリ・アンタル ボロシュ・オトー デジェー・ギャルマティ ヘヴェシ・イシュトヴァーン イェネイ・ラースロー カニジャ・ティヴァダル カールパーティ・ジェルジ マルコヴィツ・カールマーン マイェル・ミハーリ シヴォーシュ・イシュトヴァーン ザードル・エルヴィン                                                         | ユーゴスラビア イヴォ・ツィプツィ トミスラヴ・フラニコヴィッチ ヴラディミル・イヴコヴィッチ ズドラヴコ・イェジッチ ホリヴォイェ・カチッチ ズドラヴコ・コヴァチッチ ロヴロ・ラドニイッチ マリャン・ズゼイ | ソビエト連邦 ビクトル・アゲーフ ピョートル・ブレウス ボリス・ゴイフマン ノダル・グバハリヤ ビャチェスラフ・クレノイ ボリス・マルカロフ ピョートル・ムシヴェニエラゼ ワレンチン・プロコポフ ミハイル・リジャク ユーリ・シュリャーピン |
| 1960 ローマ           | イタリア アメデオ・アンブロン ダニーロ・バルディ ジュゼッペ・ダルツルーイ サルヴァトーレ・ジョンタ ジャンカルロ・ゲッリーニ フランコ・ラヴォラトーリ ジャンニ・ロンツィ ルイージ・マンネッリ ロザリオ・パルメジャーニ エラルド・ピッツォ ダンテ・ロッシ ブルネッロ・スピネッリ                                                      | ソビエト連邦 ビクトル・アゲーフ ジビー・チフバナヤ レーリ・ゴゴラゼ ボリス・ゴイフマン ユーリ・グリゴロフスキー アナトリー・カルタショフ ビャチェスラフ・クレノイ ピョートル・ムシヴェニエラゼ ウラジーミル・ノビコフ エフゲニー・サルツィン ウラジーミル・セメノフ | ハンガリー ボロシュ・オトー デメテル・ゾルターン フェルカイ・ラースロー デジェー・ギャルマティ ヘヴェシ・イシュトヴァーン イェネイ・ラースロー カニジャ・ティヴァダル カールパーティ・ジェルジ カトナ・アンドラーシュ マルコヴィツ・カールマーン マイェル・ミハーリ ルショラーン・ペーテル                                                                  |
| 1964 東京             | ハンガリー アンブルシュ・ミクローシュ ボドナール・アンドラーシュ ボロシュ・オトー デメテル・ゾルターン フェルカイ・ラースロー デジェー・ギャルマティ カニジャ・ティヴァダル カールパーティ・ジェルジ コンラード・ヤーノシュ マイェル・ミハーリ ポーチク・デーネシュ ルショラーン・ペーテル                                          | ユーゴスラビア オズレン・ボナチッチ ゾラン・ヤンコヴィッチ ミラン・ムシュカティロヴィッチ アントゥン・ナルデリ フラニョ・ノンコヴィッチ ヴィンコ・ロシッチ ミルコ・サンディッチ ズラトコ・シメンツ ボジダル・スタニシッチ カルロ・スティパニッチ イヴォ・トルムビッチ | ソビエト連邦 ビクトル・アゲーフ ゼノン・ボルツェビキ エドゥアルド・エゴロフ イゴール・グラボフスキー ボリス・グリシン ニコライ・カラシニコフ ニコライ・クズネツォフ ウラジーミル・クズネツォフ レオニード・オシポフ ボリス・ポポフ ウラジーミル・セメノフ                                                                                                   |
| 1968 メキシコシティ   | ユーゴスラビア オズレン・ボナチッチ デヤン・ダボヴィッチ ズドラヴコ・ヘベル ゾラン・ヤンコヴィッチ ロナルド・ロパティニ ウロシュ・マロヴィッチ ジョルジェ・ペリシッチ ミロスラヴ・ポルヤク ミルコ・サンディッチ カルロ・スティパニッチ イヴォ・トルムビッチ                                                                         | ソビエト連邦 アレクセイ・バルカロフ オレグ・ボビン ジビー・チフバナヤ アレクサンドル・ドルグシン ユーリ・グリゴロフスキー ボリス・グリシン ワジム・グルヤエフ レオニード・オシポフ ウラジーミル・セメノフ アレクサンドル・シドロフスキー ビャチェスラフ・スコク | ハンガリー ボドナール・アンドラーシュ デメテル・ゾルターン フェルカイ・ラースロー コンラード・フェレンツ コンラード・ヤーノシュ マイェル・ミハーリ モルナール・エンドレ ポーチク・デーネシュ シャーロシ・ラースロー シュテインメズ・ヤーノシュ シヴォーシュ・イシュトヴァーン                                                                               |
| 1972 ミュンヘン       | ソビエト連邦 アナトリー・アキモフ アレクセイ・バルカロフ アレクサンドル・ドルグシン アレクサンドル・ドレバル ワジム・グルヤエフ アレクサンドル・カバノフ ニコライ・メルニコフ レオニード・オシポフ アレクサンドル・シドロフスキー ウラジーミル・シュムドスキー ビャチェスラフ・ソブチェンコ                                         | ハンガリー ボドナール・アンドラーシュ チェルヴェニャーク・ティボル ファラゴー・タマーシュ ゲルゲーニ・イシュトヴァーン カーシャーシュ・ゾルターン コンラード・フェレンツ マガシュ・イシュトヴァーン モルナール・エンドレ ポーチク・デーネシュ シャーロシ・ラースロー シヴォーシュ・イシュトヴァーン                                                                                               | アメリカ合衆国 ピーター・アッシュ スティーブン・バーネット ブルース・ブラッドリー スタンリー・コール ジェームズ・ファーガソン エリック・リンドロス ジョン・パーカー ゲーリー・シーラー ジェームズ・スラットン ラッセル・ウェッブ チャールズ・ワイゼンバーグ                                                                                                 |
| 1976 モントリオール   | ハンガリー チャポー・ガーボル チェルヴェニャーク・ティボル ファラゴー・タマーシュ ゲレンダーシュ・ジェルジ ホルカイ・ジェルジ ケネーズ・ジェルジ コンラード・フェレンツ モルナール・エンドレ シャーロシ・ラースロー シュダール・アティラ シヴォーシュ・イシュトヴァーン                                                             | イタリア アルベルト・アルベラーニ・サマリターニ シルヴィオ・バラッキーニ ルイージ・カスタニョーラ ヴィンチェンツォ・ダンジェロ ジャンニ・デ・マジストリス リッカルド・デ・マジストリス マルセロ・デル・デュカ アレッサンドロ・ギベリーニ サンテ・マルシーリ ウンベルト・パネライ ロルダーノ・シメオニ                                                                                             | オランダ アレックス・ボーグショーテン トン・ブリンク ピート・デ・ズワルテ アンディ・ホーペルマン エフェルト・クローン ニコ・ランデベルト ハンス・スミッツ ギーズ・ストロボール リク・トーネン ハンス・ファン・ゼーラント ヤン・エフェルト・フェール |
| 1980 モスクワ         | ソビエト連邦 ウラジーミル・アキモフ アレクセイ・バルカロフ エフゲニー・グリシン ミハイル・イワノフ アレクサンドル・カバノフ セルゲイ・コテンコ ゲオルギ・ムシヴェニエラゼ マイト・リースマン エルキン・シャガエフ エフゲニー・シャロノフ ビャチェスラフ・ソブチェンコ                                                               | ユーゴスラビア ミリヴォイ・ベビッチ ゾラン・ゴプチェヴィッチ ミロラド・クリヴォカピッチ ボシュコ・ロジツァ プレドラグ・マノイロヴィッチ ゾラン・ムストゥル ダミール・ポリッチ ゾラン・ロイェ ラトコ・ルディッチ スロボダン・トリフノヴィッチ ルカ・ヴェジリッチ | ハンガリー チャポー・ガーボル ファラゴー・タマーシュ ゲランダーシュ・ジェルジ ハウスレル・カーロリ ホルカイ・ジェルジ キシュ・イシュトヴァーン クンツ・ラースロー モルナール・エンドレ シュダール・アティラ シヴォーシュ・イシュトヴァーン ウドヴァルディ・イシュトヴァーン                                                                                 |
| 1984 ロサンゼルス     | ユーゴスラビア ドラガン・アンドリッチ ミリヴォイ・ベビッチ ペリツァ・ブキッチ ヴェセリン・ジュホ ミロラド・クリヴォカピッチ デニ・ルシッチ イゴール・ミラノヴィッチ トミスラヴ・パスクヴェリン ゾラン・ペトロヴィッチ アンドリヤ・ポポヴィッチ ゾラン・ロイェ ゴラン・スクノ ボジョ・ヴレティッチ                                   | アメリカ合衆国 ダグラス・バーク ジョージ・キャンベル ジョドカス・キャンベル クリストファー・ドースト ゲーリー・フィゲロア アンドリュー・マクドナルド ケビン・ロバートソン テレンス・シュローダー ティモシー・ショー ジョン・サイマン ジョン・スベンドセン ジョゼフ・バーガス クレイグ・ウィルソン                                                                                                 | 西ドイツ サンチアゴ・チャルモフスキー アルマンド・フェルナンデス ローラント・フロイント レイナー・ホップ トーマス・ヒューバー トーマス・ロエブ ベルナール・オブチェルニーカッツ レイナー・オッセルマン フランク・オットー ペーター・ローフル ユルゲン・シュローダー ハーゲン・スタム ダルク・ツァイスマン                                                   |
| 1988 ソウル           | ユーゴスラビア ドラガン・アンドリッチ トミスラヴ・ベズマニロヴィッチ ペリツァ・ブキッチ ヴェセリン・ジュホ イゴール・ゴチャニン デニ・ルシッチ イゴール・ミラノヴィッチ トミスラヴ・パスクヴェリン レンコ・ポシンコヴィッチ ゴラン・ラデノヴィッチ ドゥブラヴコ・シメンツ アレクサンダル・ショシュタル ミルコ・ヴィチェヴィッチ     | アメリカ合衆国 ジェームズ・ベルグソン グレゴリー・ボイヤー ジョージ・キャンベル ジェフ・キャンベル ジョドカス・キャンベル クリストファー・ダプランティ マイケル・エバンズ ダグラス・キンベル エドワード・クラス アラン・ムーチャワー ケビン・ロバートソン テレンス・シュローダー クレイグ・ウィルソン                                                                                             | ソビエト連邦 ドミトリー・アパナセンコ ビクトル・ベレンデューガ ミハイル・ギオルガゼ エフゲニー・グリシン ミハイル・イワノフ アレクサンドル・コロトフ セルゲイ・コテンコ セルゲイ・マルコフ ヌルタン・メンディガリエフ ゲオルギ・ムシヴェニエラゼ セルゲイ・ナウモフ エフゲニー・シャロノフ ニコライ・スミルノフ                                             |
| 1992 バルセロナ       | イタリア フランチェスコ・アットリコ ジャンニ・アヴェライモ アレッサンドロ・ボヴォ パオロ・カルダレッラ アレッサンドロ・カンパーニャ マルコ・ダルツルーイ マッシミリアーノ・フェレッティ マリオ・フィオリッロ フェルディナンド・ガンドルフィ アメデオ・ポミリオ フランチェスコ・ポルツィオ ジュゼッペ・ポルツィオ カルロ・シリポ     | スペイン ダニエル・バラート マヌエル・エスティアルテ ペドロ・フランシスコ・ガルシア サルバドール・ゴメス マルコ・アントニオ・ゴンサレス ルベン・ミチャビラ ミゲル・アンヘル・オカ セルヒ・ペドレロル ホセプ・ピコ ヘスス・ミゲル・ロラン リカルド・サンチェス ホルディ・サンス マヌエル・シルベストレ                                                                                             | EUN ドミトリー・アパナセンコ アンドレイ・ベロファストフ エフゲニー・チャロノフ ドミトリー・ゴルシコフ ウラジーミル・カラブトフ アレクサンドル・コロトフ アレクサンドル・コワレンコ ニコライ・コズロフ セルゲイ・マルコッチ セルゲイ・ナウモフ アレクサンドル・オゴロドニコフ アレクサンドル・チヒール                                                       |
| 1996 アトランタ       | スペイン ホセプ・マリア・アバルカ アンヘル・ルイス・アンドレオ ダニエル・バラート マヌエル・エスティアルテ ペドロ・フランシスコ・ガルシア サルバドール・ゴメス イバン・モロ ミゲル・アンヘル・オカ ホルヘ・パヤ セルヒ・ペドレロル ヘスス・ミゲル・ロラン ホルディ・サンス カルレス・サンス                                         | クロアチア マロ・バリッチ ペリツァ・ブキッチ ダミール・グラヴァン イゴール・ヒニッチ ヴイェコスラヴ・コベシュチャク ヨシュコ・クレコヴィッチ オグニエン・クルジッチ ドゥブラヴコ・シメンツ シニシャ・シュコルネコヴィッチ ラトコ・シュトリトフ ティノ・ヴェガル レナト・ヴルビチッチ ズデスラヴ・ヴルドリャク                                                                                     | イタリア アルベルト・アンジェリーニ フランチェスコ・アットリコ ファビオ・ベンチヴェンガ アレッサンドロ・ボヴォ アレッサンドロ・カルカテッラ ロベルト・カルカテッラ マルコ・ジェリーニ アルベルト・ギベッリーニ ルカ・ジウストリッシ アメデオ・ポミリオ フランチェスコ・ポスティリオーネ カルロ・シリポ レオナルド・ソッターニ                               |
| 2000 シドニー         | ハンガリー ベネデク・ティボル ビロシュ・ペーテル フォドル・ライムンド カーシャーシュ・タマーシュ キシュ・ゲルゲリ コース・ゾルターン マルツ・タマーシュ モルナール・タマーシュ シュテインメズ・バルナバーシュ セーチ・ゾルターン セーケリ・ブルチュー ヴァルガ・ジョルト ヴァーリ・アティラ                                         | ロシア ロマン・バラチョフ ドミトリー・ドゥギン セルゲイ・ガルブゾフ ドミトリー・ゴルシコフ ユーリ・ヤトセフ ニコライ・コズロフ ニコライ・マクシモフ アンドレイ・レケチンスキー ドミトリー・ストラタン レワズ・チョマヒゼ アレクサンドル・エリシェフ マラト・ザキロフ イレク・ジヌロフ | ユーゴスラビア アレクサンダル・チリッチ ダニーロ・イコディノヴィッチ ヴィクトル・イェレニッチ ニコラ・クルヤチャ アレクサンダル・シャピッチ デヤン・サヴィッチ アレクサンダル・ショシュタル ペタル・トルボイェヴィッチ ヴェリコ・ウスココヴィッチ ユーゴスラヴ・ヴァソヴィッチ ヴラディミル・ヴヤシノヴィッチ ネナード・ヴカニッチ プレドラグ・ジモニイッチ |
| 2004 アテネ           | ハンガリー ベネデク・ティボル ビロシュ・ペーテル フォドル・ライムンド ゲルゲリ・イシュトヴァーン カーシャーシュ・タマーシュ キシュ・ゲルゲリ マダラシュ・ノルベルト モルナール・タマーシュ シュテインメズ・アーダーム シュテインメズ・バルナバーシュ セーチ・ゾルターン ヴァルガ・タマーシュ ヴァーリ・アティラ                     | セルビア・モンテネグロ アレクサンダル・チリッチ ヴラディミル・ゴイコヴィッチ ダニーロ・イコディノヴィッチ ヴィクトル・イェレニッチ プレドラグ・ヨキッチ ニコラ・クルヤチャ スロボダン・ニキッチ アレクサンダル・シャピッチ デヤン・サヴィッチ デニス・シェフィク ペタル・トルボイェヴィッチ ヴァーニャ・ウドヴィチッチ ヴラディミル・ヴヤシノヴィッチ                                             | ロシア ロマン・バラチョフ レワズ・チョマヒゼ アレクサンドル・フェドロフ セルゲイ・ガルブゾフ ドミトリー・ゴルシコフ ニコライ・コズロフ ニコライ・マクシモフ アンドレイ・レケチンスキー ドミトリー・ストラタン アレクサンドル・エリシェフ ビタリー・ユルチク マラト・ザキロフ イレク・ジヌロフ                                                               |
| 2008 北京             | ハンガリー セーチ・ゾルターン ヴァルガ・タマーシュ マダラシュ・ノルベルト ヴァルガ・デーネシュ カーシャーシュ・タマーシュ ホシュニャーンスキ・ノルベルト キシュ・ゲルゲリ ベネデク・ティボル ヴァルガ・ダーニエル ビロシュ・ペーテル キシュ・ガーボル モルナール・タマーシュ ゲルゲリ・イシュトヴァーン                             | アメリカ合衆国 メリル・モーゼス ピーター・バレラス ピーター・ハドナット ジェフリー・パワーズ アダム・ライト リック・メルロ レイン・ボービエン トニー・アゼベド ライアン・ベイリー ティム・ハッテン ジェシー・スミス ジェームズ・クラムフォルツ ブランドン・ブルックス | セルビア デニス・シェフィク アンドリヤ・プルライノヴィッチ ジヴコ・ゴチッチ ヴァーニャ・ウドヴィチッチ デヤン・サヴィッチ ドゥシュコ・ピイェトロヴィッチ ニコラ・ラジェン フィリップ・フィリポヴィッチ アレクサンダル・チリッチ アレクサンダル・シャピッチ ヴラディミル・ヴヤシノヴィッチ ブランコ・ペコヴィッチ スロボダン・ソロ                           |
| 2012 ロンドン         | クロアチア ヨシプ・パビッチ ダミル・ブリッチ ミヨ・ボスコビッチ ニクシャ・ドブド マロ・ヨコビッチ ペタル・ムスリム イバン・ブリュバシッチ アンドロ・ブスリェ サンドロ・スクノ サミル・バラク イゴル・ヒニッチ パウロ・オブラドビッチ フラノ・ビカン                                                                                 | イタリア ステファノ・テンペスティ アマウリス・ペレス ニッコロ・ジット ピエトロ・フィグリオーリ アレックス・ジョルジェッティ マウリツィオ・フェルーゴ マッシモ・ジャコッポ バレンティノ・ガロ クリスティアン・プレスチウッティ デニ・フィオレンティーニ マッテオ・アイカルディ ダニエル・プレムス ジャコモ・パストリーノ                                                                           | セルビア スロボダン・ソロ アレクサ・シャポニッチ ジブコ・ゴチッチ バニア・ウドビチッチ ドゥシャン・マンディッチ ドゥシコ・ピエトロビッチ スロボダン・ニキッチ ミラン・アレクシッチ ニコラ・ラジェン フィリップ・フィリポビッチ アンドリア・プルライノビッチ ステファン・ミトロビッチ ゴイコ・ピエトロビッチ                                                 |
| 2016 リオデジャネイロ | セルビア ゴイコ・ピエトロビッチ ドゥシャン・マンディッチ ジブコ・ゴチッチ サバ・ランジェロビッチ ミロシュ・チューク ドゥシュコ・ピイェトロヴィッチ スロボダン・ニキッチ ミラン・アレクシッチ ニコラ・ヤクシッチ フィリップ・フィリポビッチ アンドリア・プルラノビッチ ステファン・ミトロビッチ ブラニスラフ・ミトロビッチ           | クロアチア ヨシプ・パビッチ ダミル・ブリッチ アントニオ・ペトコビッチ ルカ・ロンチャール マロ・ヨコビッチ ルカ・ブキッチ ハビエル・ガルシア アンドロ・ブシュレ サンドロ・スクノ イワン・クラピチ アンジェロ・シェトゥカ マルコ・マツァン マルコ・ビヤッチ | イタリア ステファノ・テンペスティ フランチェスコ・ディ・フルヴィオ ニッコロ・ジット ピエトロ・フィリオリ アレクサンドロ・ヴェロット ミカエル・ボデガス アンドレア・フォンデッリ ヴァレンティーノ・ガッロ クリスティアン・プレシュッティ ニコラス・プレシュッティ マッテオ・アイカルディ アレッサンドロ・ノーラ マルコ・デル・ルンゴ                         |
| 2020 東京             | セルビア アンドリア・プルラノビッチ ゴイコ・ピエトロビッチ サバ・ランデロビッチ シュテファン・ミトロビッチ ジョルジェ・ラジッチ ストラヒニャ・ラショビッチ ドゥシャン・マンディッチ ドゥシュコ・ピエトロビッチ ニコラ・デドビッチ ニコラ・ヤクシッチ フィリプ・フィリポビッチ ブラニスラフ・ミトロビッチ ミラン・アレクシッチ       | ギリシャ アレクサンドロス・パパナスタシウ アンゲロス・ブラホプロス エマノイル・ゼルデバス コンスタンディノス・ガラニディス コンスタンディノス・グキウベチス コンスタンディノス・ゲニドゥニアス コンスタンディノス・ムリキス ストイリアノス・アルギロプーロス・カナカキス ディミトリオス・スクバキス フリストドゥロス・コロンボス マリオス・カポチス ヨアニス・フンドゥリス ヨルギオス・デルビシス | ハンガリー クリスティアン・マンヘルツ ゲルゴ・ザランキ ショマ・ボゲル シラールド・ヤンシク タマシュ・メゼイ ダニエル・アンジャル デニシュ・バルガ ノルベルト・ホシュニャンスキ バラジュ・エルデイ バラジュ・ハライ ビクトル・ナギ マルトン・バモシュ マーチャーシュ・パーストル                                                                             |

## 女子
| 大会名                | 金 | 銀 | 銅 |
| --------------------- | --- | --- | --- |
| 2000 シドニー         | オーストラリア ナオミ・キャッスル ジョアン・フォックス ブリジット・ガスターソン シモン・ハンキン イベット・ヒギンズ ケイト・フーパー ブロンウィン・メイヤー ゲイル・ミラー メリッサ・マイルズ デビー・ワトソン リズ・ウィークス ダニエル・ウッドハウス タリン・ウッズ                                                       | アメリカ合衆国 ロビン・ボールガード エレン・エスティス コートニー・ジョンソン エリカ・ローレンツ ヘザー・ムーディー バーニス・オーウィグ モーリーン・オトゥール ニコル・ペイン ヘザー・ペトリ キャシー・シーヒー コラリー・シモンズ ジュリー・スウェイル ブレンダ・ビラ                                           | ロシア マリーナ・アコビヤ エカテリーナ・アニケーワ ソフィア・コヌフ マリア・コロレワ ナタリア・クトゥゾワ スベトラーナ・クジナ ユリア・ペトロワ タチアナ・ペトロワ ガリーナ・リコワ エレーナ・スムロワ エレーナ・トクン イリーナ・トルクノワ エカテリーナ・バシリエワ                                     |
| 2004 アテネ           | イタリア カルメラ・アルッチ アレクサンドラ・アラウーヨ シルビア・ボスルジ フランチェスカ・コンティ タニア・ディ・マリオ エレナ・ジーリ メラニア・グレゴ ジュシー・マラート マルティーナ・ミチェリ マッダレーナ・ムスメチ チンツィア・ラグーザ ノエミ・トート マヌエラ・ツァンキ                                             | ギリシャ ディミトラ・アシリアン ゲオルギア・エリナキ エブティチア・カラギアニ アンゲリキ・カラパタキ スタフロラ・コゾンポリ ゲオルギア・ララ キリアキ・リオシ アニオピ・メリドニ アントニア・モライティ エバンゲリア・モライティドゥ アントウラ・ミロナキ アイカテリニ・オイコノモポロウ アンティゴニ・ロウンペシ | アメリカ合衆国 ロビン・ボールガード マーガレット・ディンジェルダイン エレン・エスティス ジャクリーン・フランク ナタリー・ゴルダ エリカ・ローレンツ ヘザー・ムーディー タリア・マンロー ニコル・ペイン ヘザー・ペトリ ケリー・ラロン アンバー・スタコウスキー ブレンダ・ビラ                               |
| 2008 北京             | オランダ イルセ・ファン・デル・マイデン ヤセミン・スミット ミーケ・カバウト ビーラケン・ハクフェルディアン マライケ・ファン・デン・ハム ダニエレ・デブルーイン イェフケ・ファン・ベルクム ヌーキ・クライン ヒリアン・ファン・デン・ベルク アレッテ・シーブリンク リーネ・フイケラール シモネ・コート ミーケ・デノーイ       | アメリカ合衆国 エリザベス・アームストロング ヘザー・ペトリ ブリタニー・ヘイズ ブレンダ・ビラ ローレン・ウェンガー ナタリー・ゴルダ パティ・カーデナス ジェシカ・ステフェンス エルシー・ウィンデス アリソン・グリゴーカ モライア・バンノーマン カミ・クレイグ ジェイム・ヒップ                                     | オーストラリア エマ・ノックス ジェマ・ビーズワース ニキタ・カフィー レベッカ・リポン スージー・フレイザー ブロンウェン・ノックス タニエレ・ゴファーズ ケイト・ギンサー ジェンナ・サントロミト ミア・サントロミト メリッサ・リポン エミー・ヘッツェル アリシア・マコーマック                               |
| 2012 ロンドン         | アメリカ合衆国 トゥムア・エイネー エリザベス・アームストロング カミ・クレイグ アニカ・ドリース コートニー・マシューソン ヘザー・ペトリ ケリー・ルーロン メリッサ・サイドマン ジェシカ・ステフェンス マギー・ステフェンス ブレンダ・ビラ ローレン・ウェンガー エルジー・ウィンデス                                           | スペイン マルタ・バック アンドレア・ブラス アナ・コパド アンナ・エスパル ラウラ・エステル マリア・ガルシア・ゴドイ ラウラ・ロペス ロレナ・ミランダ オナ・メセグエル マティルデ・オルティス イェニフェル・パレハ ピラル・ペーニャ ロセル・タラゴ                                                                   | オーストラリア ジェマ・ビーズワース ビクトリア・ブラウン ケイト・ギンター ブロンウェン・ノックス ホリー・リンカーン＝スミス アリシア・マコーマック ジェーン・モーラン グレンコラ・ラルフ メル・リッポン ソフィー・スミス アシュ・サザン ロウィー・ウェブスター ニコラ・ザガム                             |
| 2016 リオデジャネイロ | アメリカ合衆国 サミ・ヒル マデリーン・ミュッセルマン メリッサ・セイドマン レイチェル・ファタル アリア・フィッシャー マギー・ステフェンス コートニー・マシューソン カイリー・ニューシュル キャロライン・クラーク ケイリー・ギルクリスト マッケンジー・フィッシャー カミ・クレイグ アシュリー・ジョンソン                     | イタリア ジュリア・ゴルレーロ キアラ・タバーニ アリアンナ・ガリボッティ エリーサ・ケイローロ フェデリカ・ラディッキ ロザリア・アイエッロ タニア・ディ・マリオ ロベルタ・ビアンコーニ ジュリア・エンモロ フランチェスカ・ポメーリ アレクサンドラ・コッティ テレサ・フラシネッティ ラウラ・テアーニ                 | ロシア アンナ・ウチュキナ マリア・ボリソワ エカテリーナ・プロコフィエヴァ エルヴィーナ・カリモヴァ ナデジダ・フェドトヴァ オルガ・ベロ エカテリーナ・リスノーヴァ アナスタシア・シマノヴィッチ アンナ・ティモフェーエワ エフゲーニヤ・ソボレワ イブゲニア・イバノワ アンナ・グリネヴァ アンナ・カルナウフ |
| 2020 東京             | アメリカ合衆国 アシュリー・ジョンソン アマンダ・ロンガン アリア・フィッシャー アリス・ウィリアムズ カリー・ギルクリスト ジェーミー・ネウシュル ステファニー・ハララビディス ページ・ハウスチャイルド マッケンジー・フィッシャー マデリン・マッセルマン マーガレット・ステフェンズ メリッサ・サイデマン レーチェル・ファタル | スペイン アンナ・エスパル・イ・リャケト イレネ・ゴンサレス・ロペス パウラ・レイトン・アロネス [[]] | セルビア [[]] |